# Palácio da Justiça (Porto Alegre)

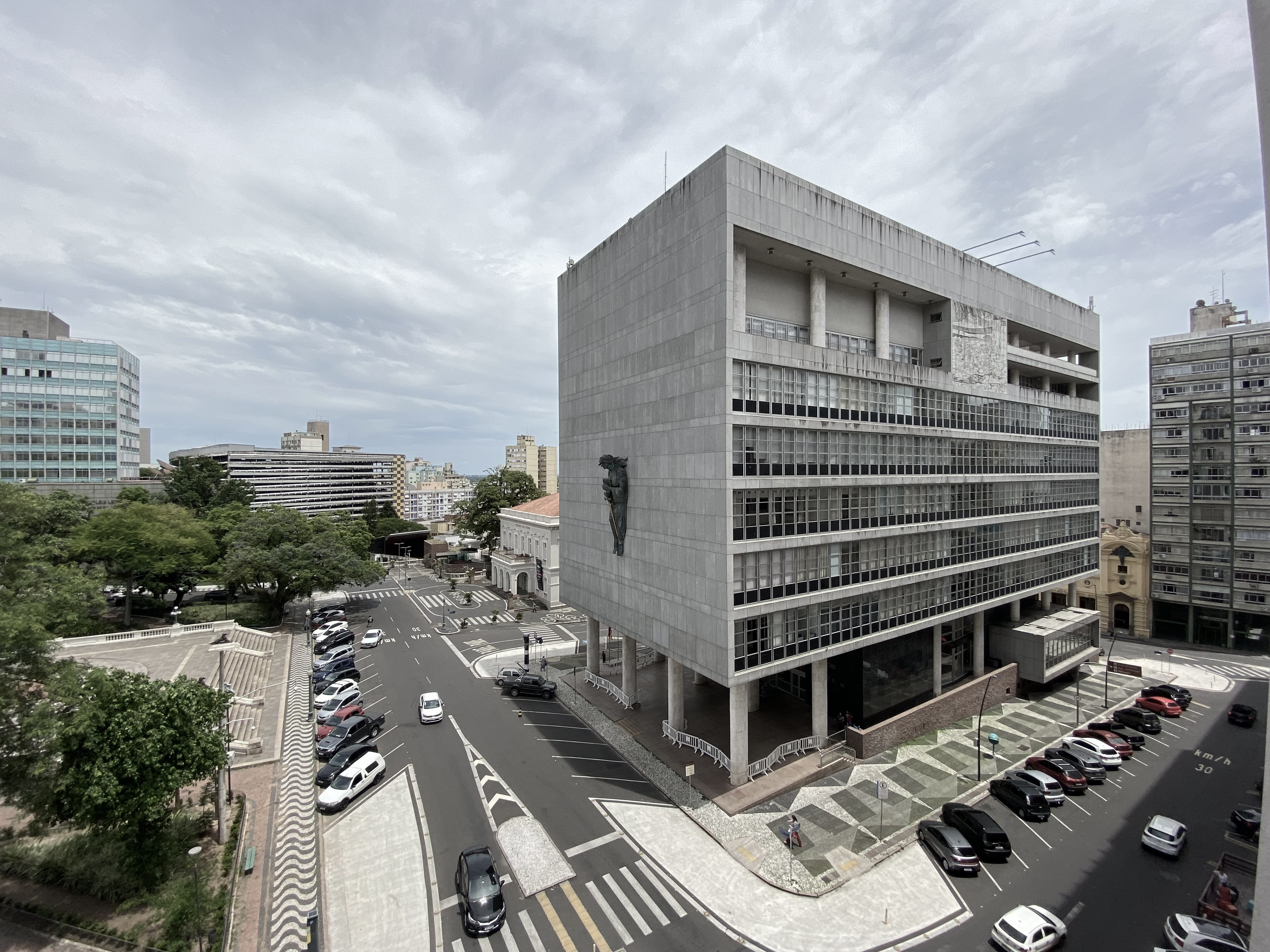
Palácio da Justiça em Porto Alegre

O Palácio da Justiça é uma edificação da cidade brasileira de Porto Alegre, no Brasil.
Construído na praça da Matriz, entre 1953 e 1968, com projeto de Luís Fernando Corona e Carlos Maximiliano Fayet, é uma das mais importantes obras da arquitetura moderna realizadas no Rio Grande do Sul.